# Miguel Escoto
Miguel Escoto o Michael Scotus (n. h. 1175 en Escocia - m. ¿1232?) fue un filósofo, médico, alquimista y astrólogo medieval.

## Juventud y formación
Sus orígenes son oscuros: se desconoce la fecha exacta de su nacimiento e incluso, si su apellido es simplemente alusivo a su lugar de nacimiento. Asimismo, se desconoce su formación académica, aunque sí sabemos que debió ser vasta, como lo prueba el hecho de que más adelante se le conocería comúnmente con el nombre de Mágister Michael Scotus, por lo que se deduce que pudiera haber ejercido su magisterio en una universidad. En cambio, sí es conocido el hecho de que se crio con su tío y que este le envió al extranjero a estudiar en una universidad, pues hasta el siglo XV no existía ninguna en Escocia.

## En la Escuela de Traductores de Toledo
Hasta 1220 se sabe que estuvo en Toledo donde, en su floreciente Escuela de Traductores, realizó una importante labor en la traducción al latín de obras importantes, como Historia animalium, De partibus animalium y De generatione animalium de Aristóteles. Fue durante esta etapa cuando tradujo también el Spherae Tractatus del cosmólogo andalusí Alpetragio.
El catedrático de germanística de la Universidad de Salamanca, Feliciano Pérez Varas, llegó a la conclusión de que el apellido de Miguel Escoto, cuando su nombre se formula en genitivo, Michaelis Scoti, sirvió al poeta alemán Wolfram von Eschenbach para crear el anagrama Kyot, en su poema épico Parzival. Según este trovador, mientras Kyot trabajaba en Dolet, otro anagrama para Toledo, había traducido la fuente primigenia para la historia del Santo Grial, un tratado de astronomía compuesto por el sabio Flegetanis, otro anagrama que, en este caso, tomaría como referencia el nombre latino del cosmólogo Alpetragio.

## En la corte papal
Hacia 1220 abandona Toledo y, entre 1224 y 1227, está al servicio de los papas Honorio III y Gregorio IX. El  31 de mayo de 1224 es nombrado arzobispo de Cashel en Irlanda.

## Al servicio de Federico II Hohenstaufen
En algún momento después de 1227 se instala en la corte del emperador Federico II, al servicio del cual estuvo como astrólogo y traductor.  La segunda versión del famoso libro de Fibonacci acerca de las Matemáticas, Liber Abaci, fue dedicado a Michael Scot en 1227 CE y se ha sido sugerido que inclusive Michael Scot haya jugado un papel en la presentación de Fibonacci acerca de la sucesión de Fibonacci. Un reciente estudio sobre un pasaje escrito por Michael Scot acerca de arcoíris múltiples, un fenómeno solamente entendido por la física moderna y observaciones recientes, sugiere que Michael Scot pudo incluso tener contacto con los tuaregs del desierto del Sáhara.
Algunas de las fuentes que nos han llegado indican que el emperador Federico contrató a sabios y eruditos como Michael Scot como doctos mensajeros de gobernantes árabes, como fue Al-Kamil, para intercambios culturales, académicos y diplomáticos debido a su profundo conocimiento del árabe, y que incluso llevó consigo a Michael Scot a Tierra Santa durante la Sexta Cruzada. en 1228-29.

## Final
Miguel Escoto murió hacia 1232, muy probablemente estando aún al servicio del emperador.